# Symboliczna anihilacja
Symboliczna anihilacja – „ciche” ignorowanie i deprecjonowanie grup podporządkowanych; inaczej przemoc symboliczna - czyli taka, która nie daje po sobie poznać, że jest przemocą.
Celem anihilacji społecznej jest postrzeganie swojej sytuacji, przez grupy podporządkowane, jako naturalnej lub nawet korzystnej. Dzieje się tak ponieważ grupy podporządkowane odbierają rzeczywistość w kategoriach stworzonych przez klasy dominujące. Działa z zasadą: idealna ofiara przemocy symbolicznej to taka, która nie zdaje sobie sprawy z tego, że nią jest. Termin często używany przez środowiska feministyczne w celu wyjaśnienia przyczyn różnicujących zachowania oraz wybory życiowe kobiet i mężczyzn.